# 伦敦同业公会

伦敦市紋章

伦敦同业公会（英語：The livery companies of the City of London），是伦敦市历史最悠久并且仍然活跃着的社团和公会联盟。目前拥有110个会员，包括了伦敦的古老和现代的贸易协会和公会。其在城市生活中扮演重要角色, 特别是慈善捐赠和社交关系。伦敦同业公会保留对高级公民办公室的投票权，例如市长、治安官和伦敦市法團；其拥有广泛的地方政府权力。